# 珀金斯发动机
珀金斯发动机有限公司于1932年在英国彼得伯勒成立。1998年起，珀金斯发动机成为卡特彼勒的子公司。公司主要制造柴油发动机，其生产的发动机服务于工业、农业、建筑业、物料搬运、船舶、发电和第二产业等多个领域。多年来，珀金斯不断扩大其发动机产品种类，生产了数千种不同规格的发动机，包括车用柴油和汽油发动机等。

## 历史

### 高速柴油发动机

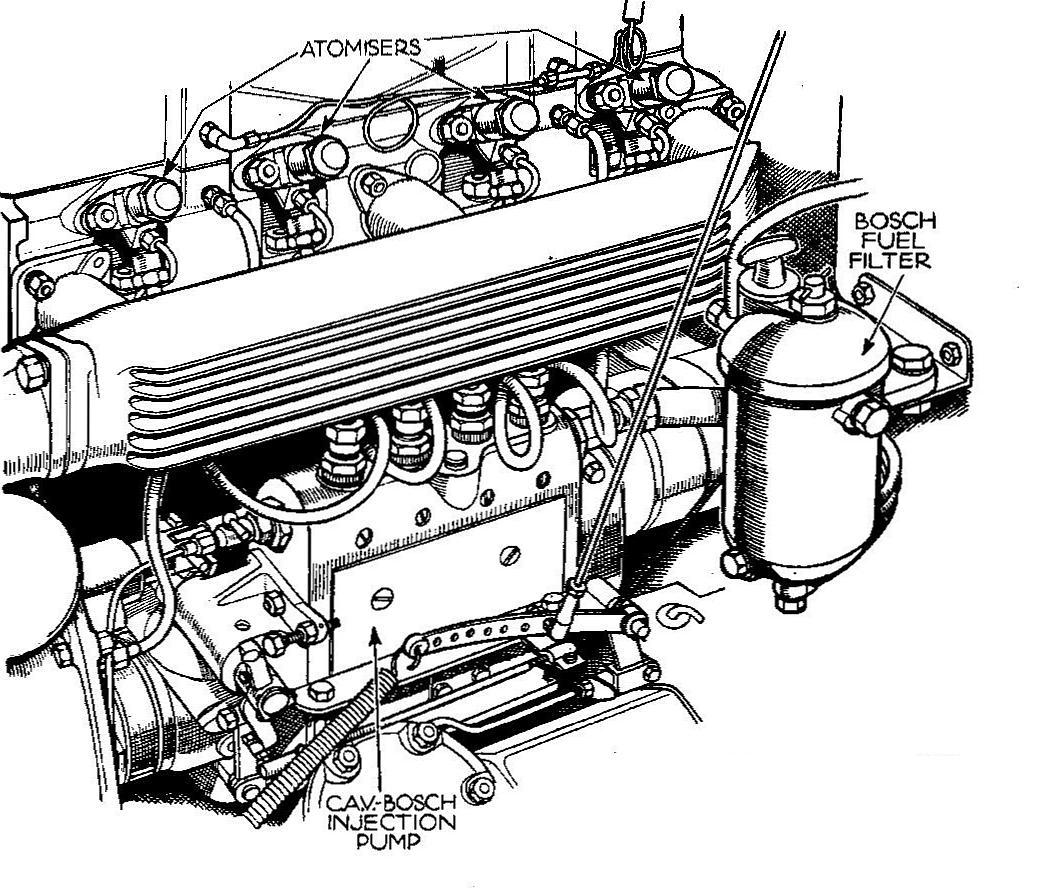
一个珀金斯柴油汽车发动机（汽车手册^{(Autocar Handbook)}第13版），1935年

弗兰克·珀金斯有限公司成立于1932年6月7日，由弗兰克·珀金斯和查尔斯·华莱士·查普曼在彼得伯勒皇后街（Queen Street）创立，公司致力于设计和制造高速柴油发动机。查普曼担任设计工程师（技术总监）和公司秘书，拥有公司百分之十的股份。他在弗兰克·珀金斯有限公司持续工作了十多年，然后重新加入皇家海军后备队，但仍担任公司的顾问。弗兰克·珀金斯获得了导演艾伦·J·M·理查森和乔治·多兹·珀克斯的进一步初步支持。
在查普曼和珀金斯成立公司之前，公众普遍认为柴油发动机笨重且转速缓慢，缺乏性能。查普曼的概念是高速柴油发动机—一种可以挑战汽油作为主要动力源的发动机。公司的第一台高速柴油发动机是珀金斯的四缸Vixen，1932年首次亮相。1935年10月，珀金斯成为第一家保持六项不同距离的世界柴油发动机速度记录的公司，这项记录在布鲁克兰兹比赛（位于萨里的赛道）中创下。公司的销售非常强劲，到第二次世界大战时，公司生产了两个系列的发动机：P4和P6。战后不久，珀金斯上市，并陆续建立了许多本地制造和销售的授权商。

### 马西·弗格森
1959年，弗兰克·珀金斯有限公司被其最大客户马西·弗格森收购，珀金斯留下了其独立的标识和品牌。1990年，马西·弗格森收购了斯塔福德的多曼柴油，并将其与珀金斯合并，成立了珀金斯发动机（斯塔福德）有限公司。1984年，珀金斯收购了什鲁斯伯里的罗尔斯·罗伊斯柴油，继续向英国铁路的内燃动车组提供发动机，直到2002年工厂关闭。1986年，珀金斯收购了吉拿，以补充其轻型柴油发动机生产线。吉拿立即退出了卡车发动机市场，公共汽车、客车和船舶的生产仍在吉拿品牌下继续进行。1994年，LucasVarity收购了整个珀金斯公司，并立即关闭了吉拿品牌的生产线，并出售了位于大曼彻斯特郡埃克尔斯帕特里克罗夫特的巴顿霍尔汽车厂。
开发仍在继续，珀金斯更新了其发动机以满足更严格的排放标准，同时开发用于发电机和叉车的新发动机系列。道奇、福特等制造商在其柴油驱动的车辆中使用珀金斯发动机已有二十多年的历史。

### 卡特彼勒
从20世纪70年代初期起，珀金斯成为卡特彼勒的主要供应商，而卡特彼勒则是珀金斯中小型发动机的主要客户；卡特彼勒是固定和移动应用的大型柴油发动机的主要生产商。1998年，卡特彼勒公司以13.25亿美元从LucasVarity收购了珀金斯，创建了他们所谓的世界上最大的柴油发动机制造商。珀金斯目前在英国、美国、巴西、中国、印度设有制造工厂，并与日本IHI农业科技公司成立了一家合资企业。
2018年6月1日，斯蒂夫·弗格森 (Steve Ferguson) 接替拉明·尤内西 (Ramin Younessi)，成为珀金斯发动机公司总裁。此前，他曾担任卡特彼勒先进零部件制造部总经理并负责监督全球15个工厂的运营。弗格森是卡特彼勒公司的副总裁。

### 停产产品
珀金斯的4.99 1.6L和P4C发动机可产生34或45 kW（60 hp）的功率。20世纪50年代和60年代初期应用于欧洲和以色列的出租车和商用汽车，广受欢迎；许多汽车（包括美国进口汽车）都改装了这些出租车用发动机，并配有比利时Hunter NV制造的套件。20世纪60年代，珀金斯发动机还被用作美国吉普和道奇卡车的标准工厂设备。它们在欧洲卡车中也继续受到其老客户Commer和其他公司的欢迎。
尽管珀金斯6.354中型发动机采用直列六缸设计，但其设计紧凑，足以取代卡车的V8汽油发动机。早年输出功率为84千瓦特（113匹馬力）（后来升至89千瓦特（119匹馬力）），它装有一个由同步带驱动的小型中间轴用于辅助驱动，油泵由空心轴驱动，因此仅借助联轴器即可以与发动机相同的速度驱动辅助设备。
直到2010年代，珀金斯一直为JCB制造发动机，但此后JCB开始生产自己的发动机。